# 민주기념탑

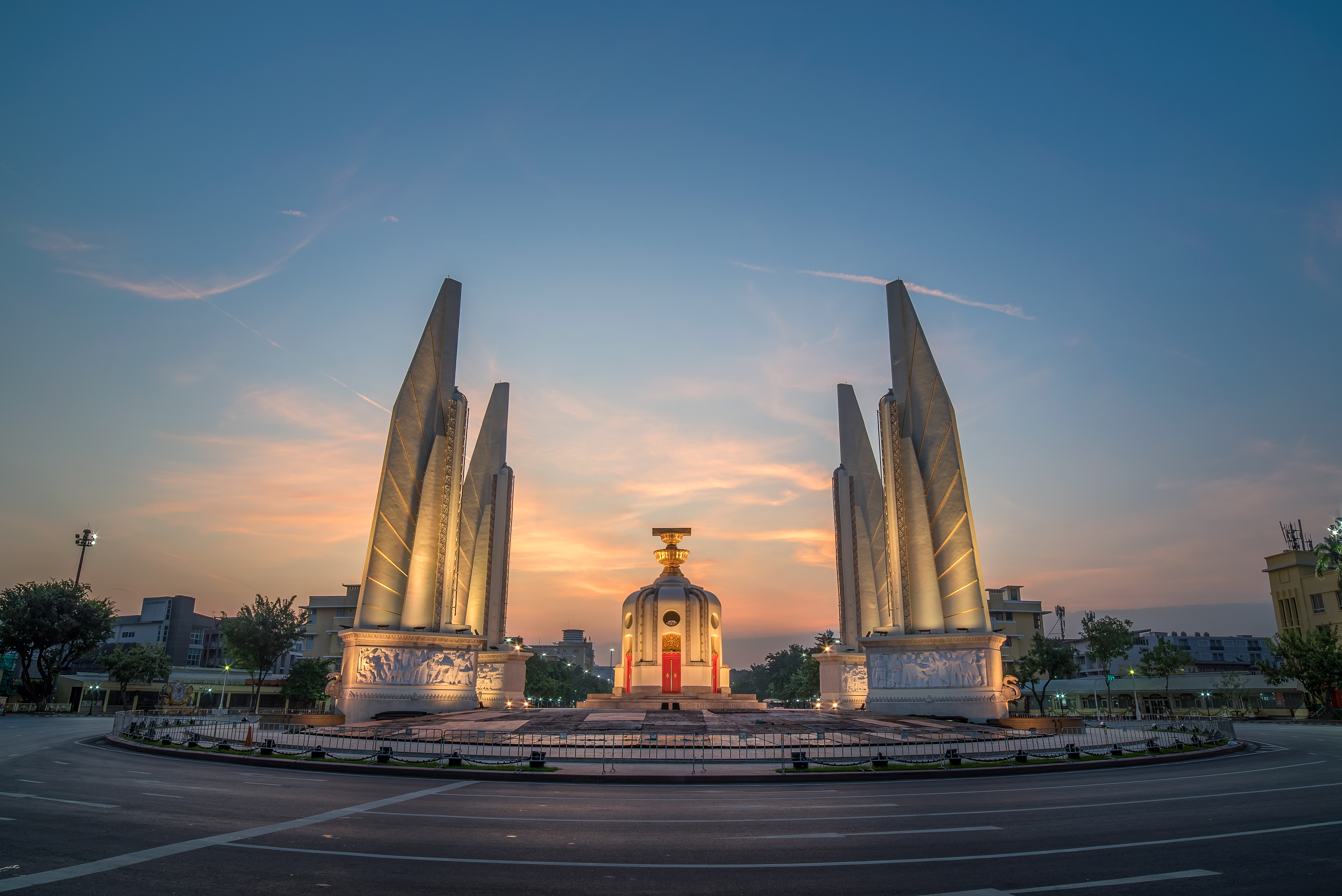
토스칸스키궁

민주기념탑(태국어: อนุสาวรีย์ประชาธิปไตย)은 태국 방콕에 있는 기념탑이다. 이 기념물은 1932년 시암 쿠데타를 기념하기 위해 1939년에 건립되었다.